# Троицкий собор (Симбирск)
Свя́то-Тро́ицкий собо́р — утраченный православный храм в городе Симбирске (ныне Ульяновске), кафедральный собор Симбирской епархии Русской православной церкви. Был построен в 1824—1841 годах по проекту Михаила Коринфского на Соборной площади в честь победы русской армии в Отечественной войне 1812 года. Разрушен коммунистами в 1936 году.
Характерный памятник позднего русского классицизма (ампира), отчасти напоминающий по архитектуре Исаакиевский собор в Санкт-Петербурге: план крестообразный, четыре коллонады, один массивный купол, отсутствие колокольни. Как и большинство храмов такого размера, собор имел три входа: главный обращён на запад, два других — на юг и на север. Главный престол собора освящён во имя Святой Живоначальной Троицы, правый придел — во имя Усекновения Главы Предтечи и Крестителя Господня Иоанна, левый — во имя Св. благоверного князя Александра Невского.

## История

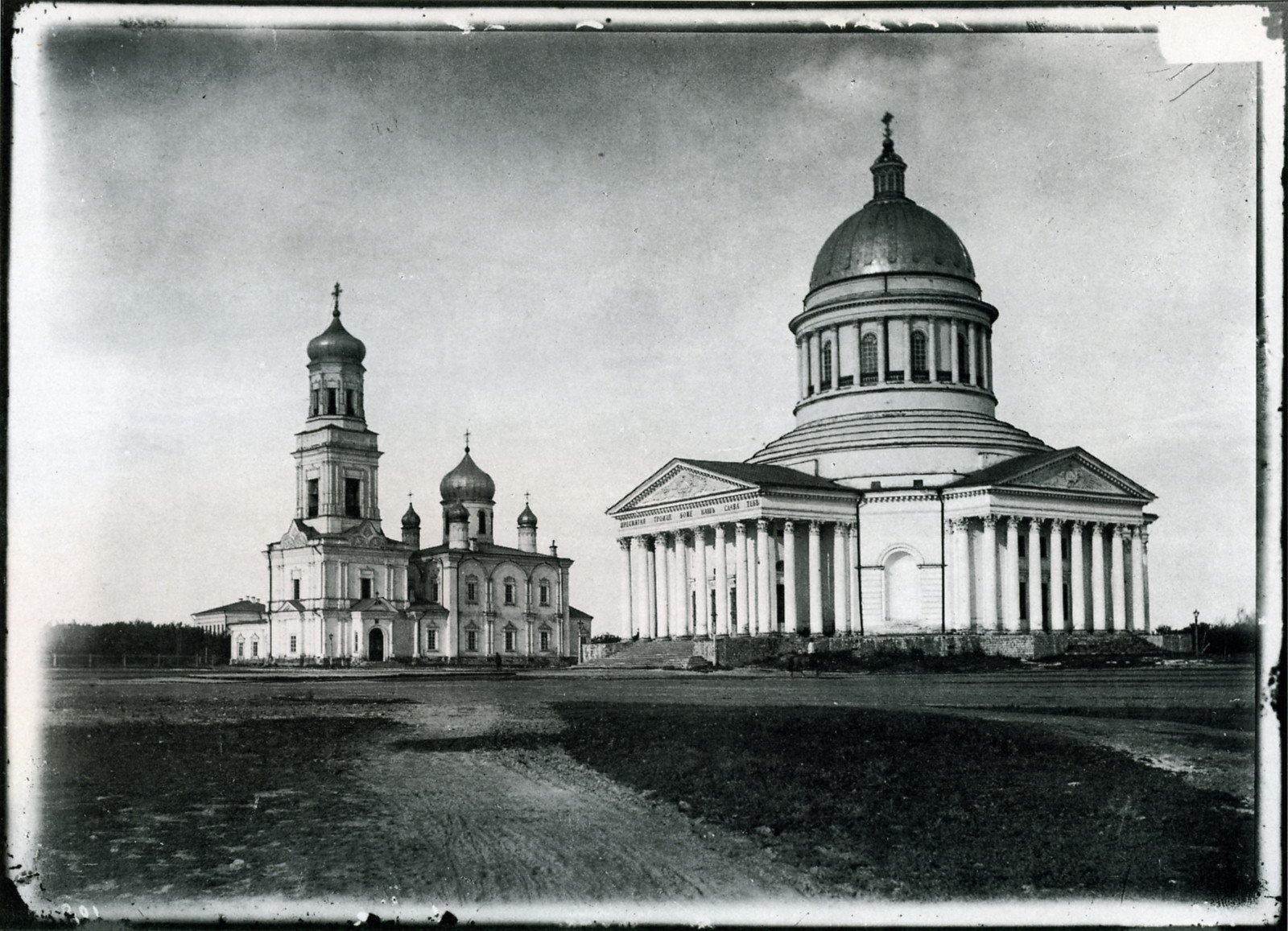
Два кафедральных храма — Николаевский (зимний) и Троицкий (летний).

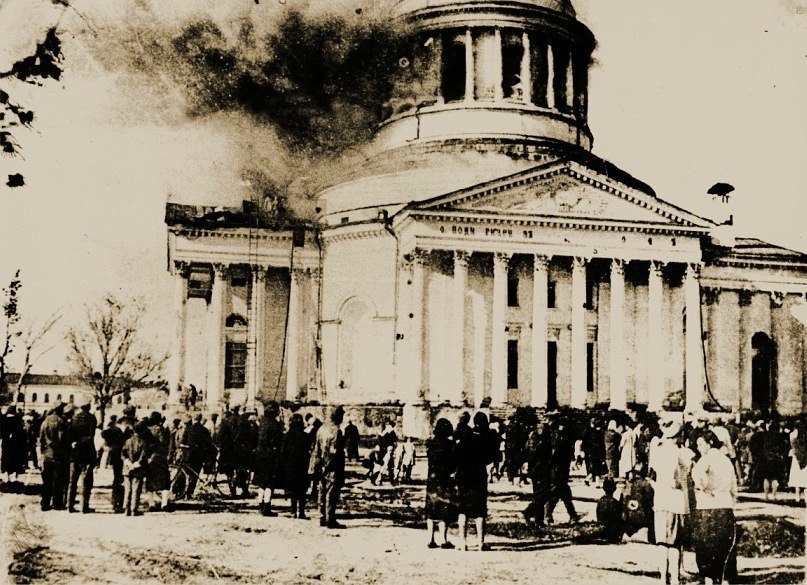
Пожар в бывшем Свято-Троицком кафедральном соборе. 1933 г.

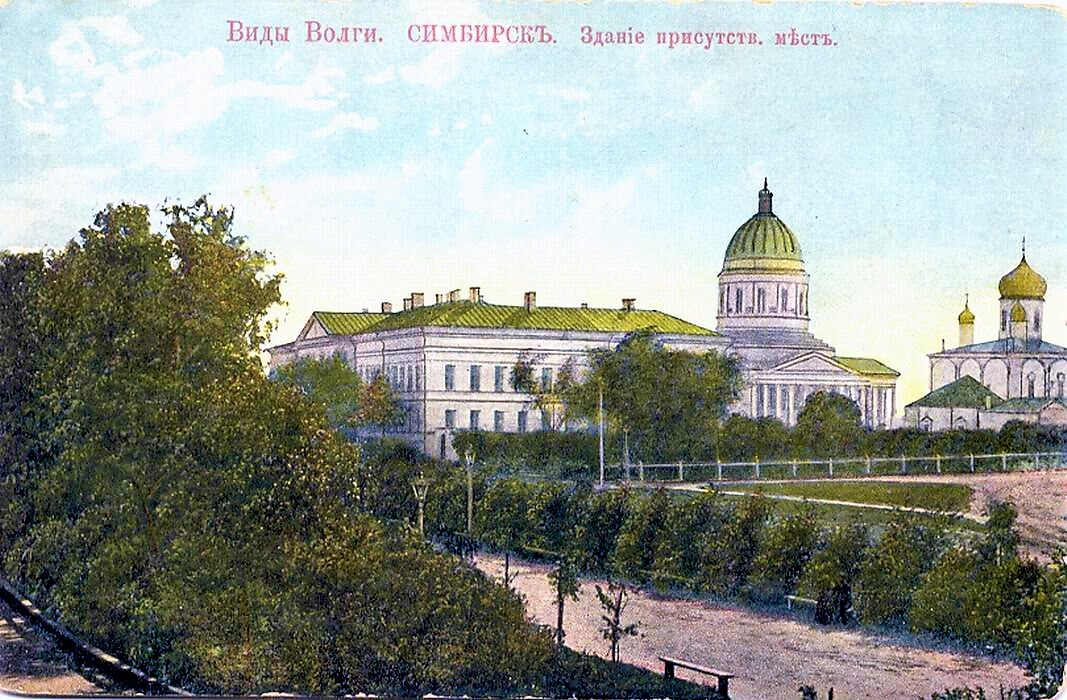
Открытка начала XX века. Свято-Троицкий собор и здание Присутственных мест.

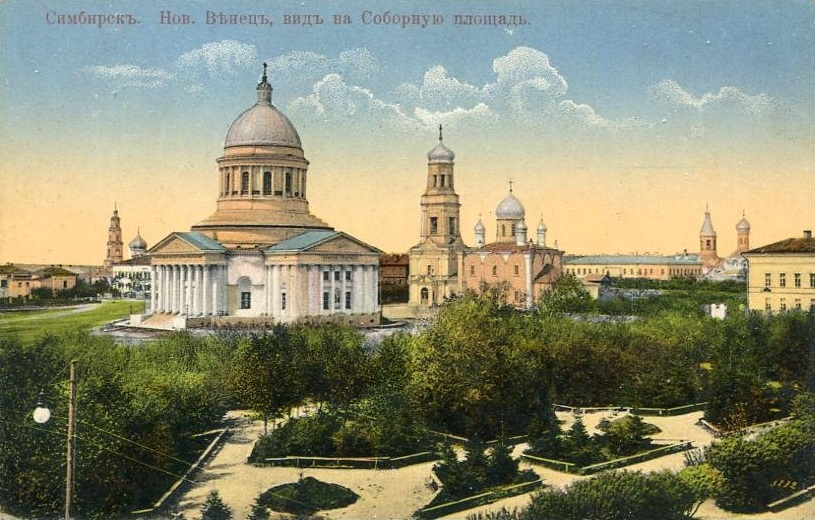
Симбирск. Новый Венец, вид на Соборную площадь, открытка 1900-1917г

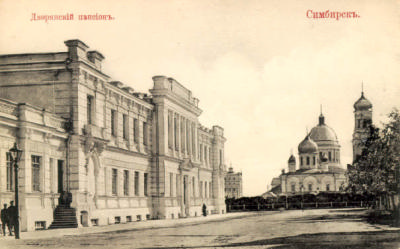
Симбирск. Дворянский пансион / 2-я Симбирская мужская гимназия и Троицкий собор (фото 1907 г.).

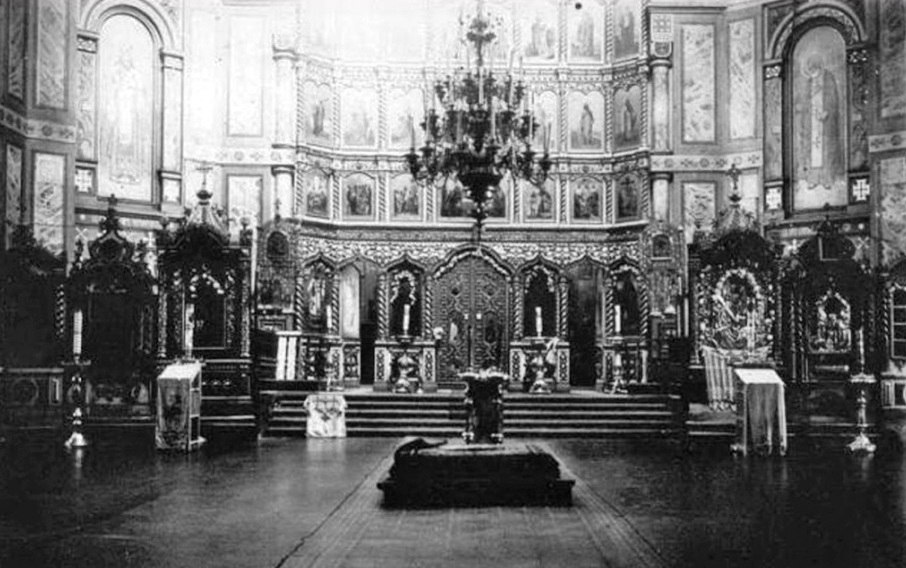
Интерьер Троицкого собора.

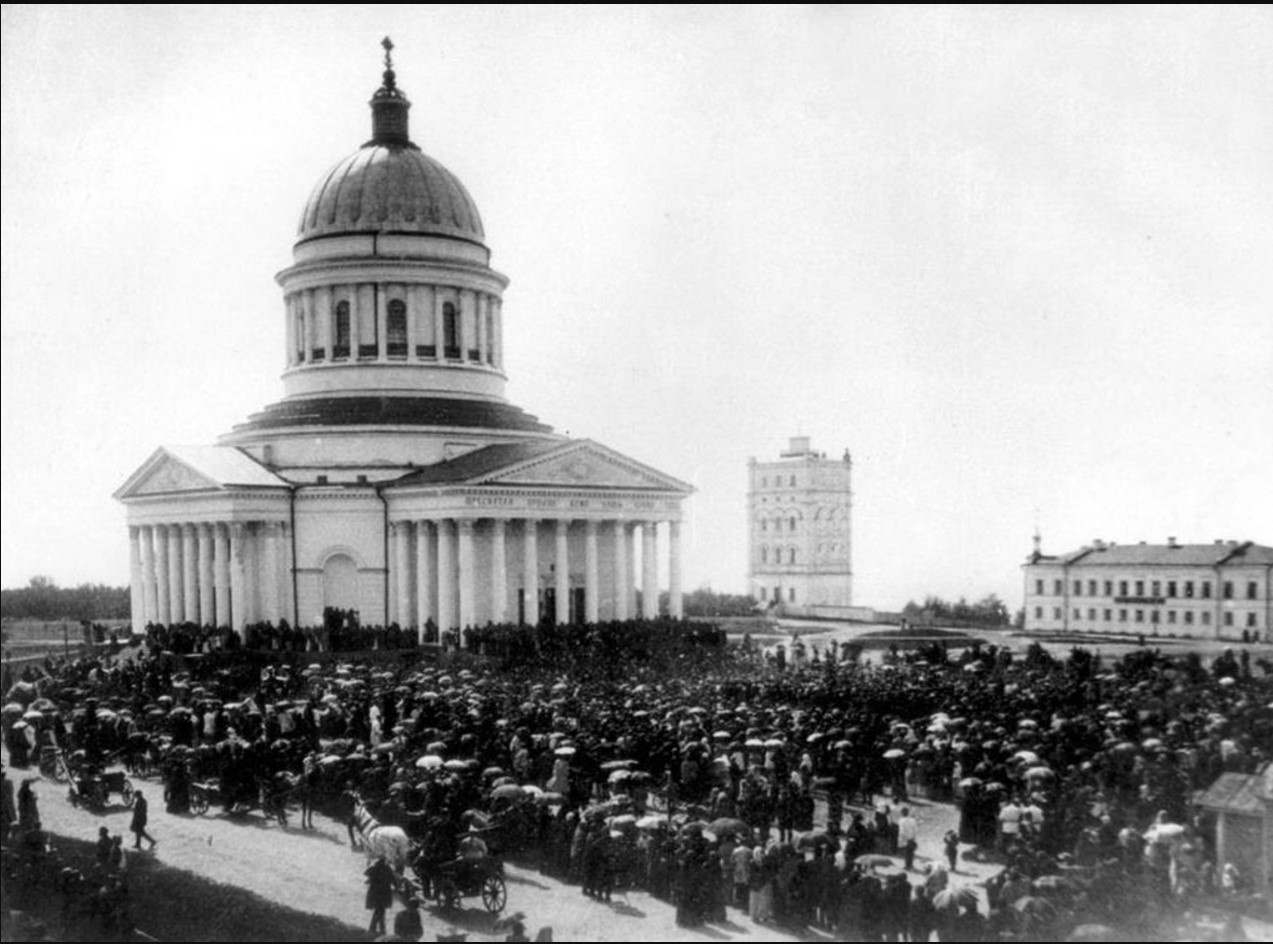
Троицкий собор в день приезда Иоанна Кронштадтского (1894).

Построить главный собор Симбирска посвящённый победе в Отечественной войне 1812 года решили ещё в 1815 году. Дворянство внесло на постройку 50 тысяч рублей, одновременно открыли подписку на пожертвования среди всех сословий губернии. Среди тех, кто пожертвовал деньги на храм, были: местный литератор Д. Ознобишин, поэт Николай Языков и его брат Пётр Языков, симбирский купец Александр Гончаров (отец автора «Обломова»).
Первоначальный проект предполагал перестройку уже существующего Троицкого собора, впоследствии переименованного в Николаевский собор. Был составлен проект, утверждённый Александром I. Однако при обсуждении деталей проекта строительный комитет министерства внутренних дел посчитал, что перестроить старую церковь в красивое и прочное здание вряд ли возможно. Чиновники предложили построить новый храм во имя Живоначальной Троицы, с приделами во имя святого Александра Невского и святого Предтечи Иоанна, которому была посвящена полковая церковь Симбирского ополчения. Симбирское дворянство согласилось с доводами столичного комитета и в 1817 году придворный архитектор Иосиф Шарлемань 1-й (1782—1861) составил проект пятикупольного собора. Но он оказался слишком дорогим и в 1823 году поручило составить проект нового собора архитектору Михаилу Петровичу Коринфскому.

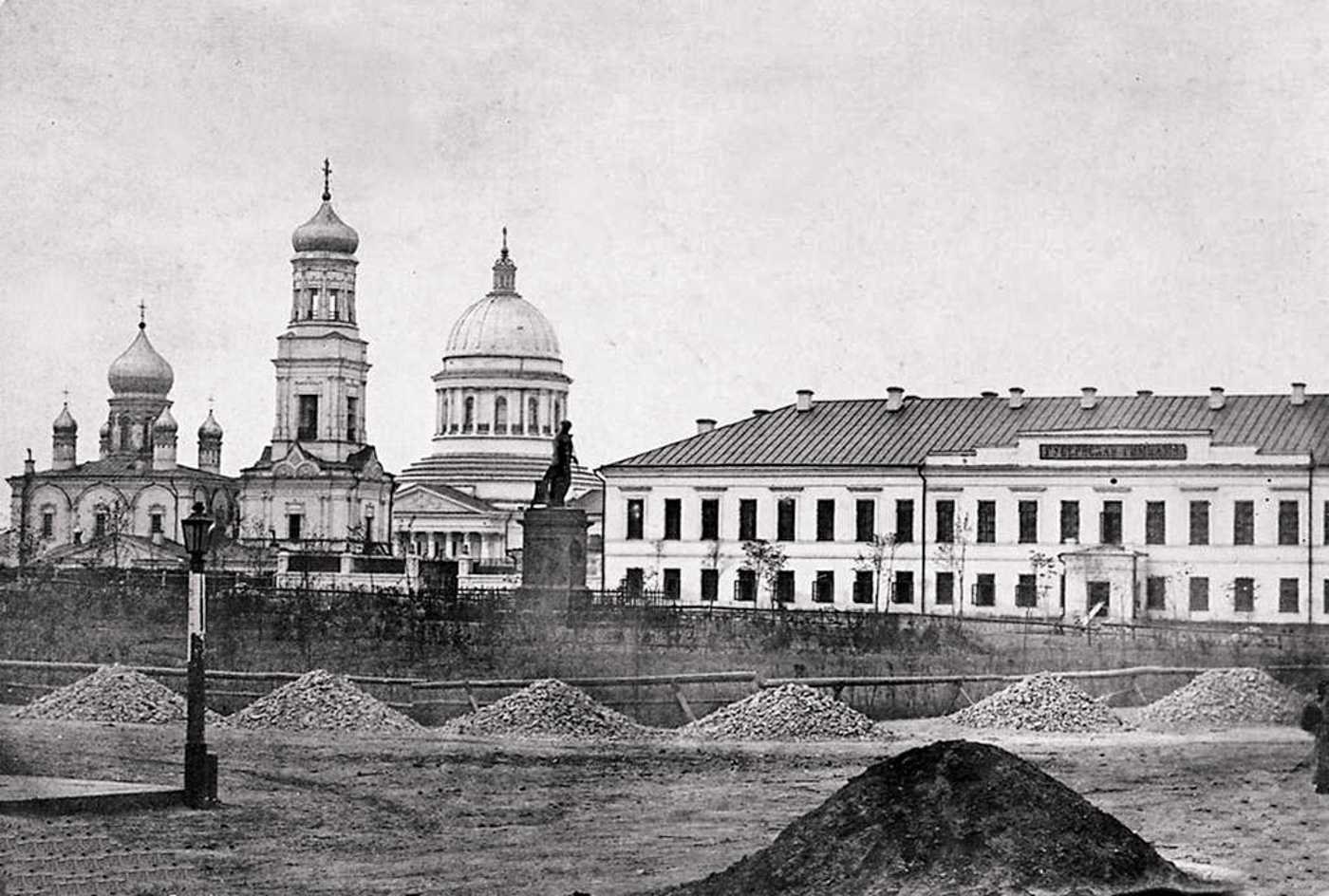
Устройство Карамзинского сквера в 1867 г.: памятник Н. М. Карамзину, Симбирская гимназия, Троицкий и Николаевский соборы.

Первоначально (до 1844 года) храм назывался собором Святого Александра Невского — в честь небесного покровителя царствующего монарха. Закладка храма состоялась 7 сентября 1824 года во время посещения Симбирска императором Александром I, принявшим участие в торжестве. Ранее, по преданию, на месте будущего собора располагался арсенал Синбирской крепости.
Строительство собора велось под контролем дворянского комитета, учреждённого 22 декабря 1825 года. Деньги на строительство поступали от Симбирского народного ополчения 1812 года, из пожертвований граждан и ссуд приказа общественного призрения. Председателем организованного в 1826 году комитета по сооружению соборного храма был избран князь Баратаев. Непосредственно строительство началось 25 июня 1827 года, по завершении строительных работ в 1832 году началась отделка. Освящение состоялось 15 сентября 1841 года, его провёл архиепископ Анатолий (Максимович).
В 1844 году новый собор Александра Невского переименовали в Троицкий, а старый Троицкий собор был переименован в Николаевский. Оба храма считались единым кафедральным собором: летом службы проводились в неотапливаемом Троицком соборе, а зимой — в Николаевском.
Собор сильно пострадал от пожара в Симбирске 1864 года, но за четыре года был восстановлен. Деньги для восстановления собирали по всей России. В 1887—1888 годах был проведён капитальный ремонт. С 1888 по 1905 гг. купец Н. Я. Шатров избирался церковным старостой (ктитором) Свято-Троицкого кафедрального собора и жертвовал значительные суммы на его содержание. В 1890-х годах на его средства перестроен и расширен Николаевский зимний собор.
С 1875 года был рукоположен в священники к собору, а с 1899 года до 1912 года был опредёлен настоятелем кафедрального собора Сергей Медведков. 6 августа 1887 года в соборе возведён в сан архимандрита Антоний (Флоренсов). 
5 июля 1894 года в соборе отслужил литургию Иоанн Кронштадтский.
В 1912 году собор стал главным местом проведения в Симбирске торжеств по случаю победы в Отечественной войне 1812 года.
После революции, в 1927 году, собор был включён в число охраняемых памятников архитектуры как объект первой категории. В этом же году собор перешёл во владение сторонников григорианского раскола, в котором служил епископ Виссарион (Зорнин), затем — архиепископ Иоанникий (Соколовский). В апреле 1930 года собор закрылся и использовался для архива. В 1933 году там при невыясненных обстоятельствах произошёл пожар, во время которого сгорело много архивных документов и сильно пострадало само здание.
В феврале 1934 года городской совет 15-го созыва принял решение о сносе собора. В 1935 году начали сносить собор, а летом 1936 году были взорваны остатки стен.
В 2014 году в сквере «Возрождения Духовности» Троицкому собору установлен памятный знак.

## Святыни
- В соборе хранилась икона Нерукотворенный Образ Спасителя, ранее находившаяся на главных крепостных воротах города и затем хранившаяся в Спасском женском монастыре[3].

- Крест с мощами 72 святых[12].

- Знамёна Симбирского ополчения, которые сгорели в пожаре 1864 года[7].

## Духовенство
- протоиерей Павел Николаевич Охотин (1861—1870)[13];
- протоиерей Иван (Иоанн) Андреевич Анаксагоров (с 1869, с 1875 до 1892 г. — ключарь собора)[14][15][16];
- настоятель Медведков Сергей Степанович (1875—1889)[17];
- кафедральный протоиерей Пётр Иванович Юстинов (1875—1889), 18.02.1875 г. был перемещён из Сергиевской церкви Симбирской гимназии[18];
- псаломщик Телемаков Александр Николаевич (с 2.08.1890 до 8.09.1893)[19];
- С 1896 по 1898 годы в соборе служил дьяконом Константин Розов[20];
- ключарь Троицкого кафедрального собора протоиерей Михаил Троицкий (на 1901)[21];
- иподиакон Кафедрального Собора Алексей Львович Разумовский (с 30.11.1906 до 21.11.1919)[22];
- архимандрит Назарий (на 1912)[23];
- настоятель Троицкого кафедрального собора протоиерей Андрей Васильевич Стернов (с 1.10.1917)[24];
- настоятель Иоаким (Благовидов) (1917—1921)[25];
- епископ Виссарион (Зорнин) (на 1926)[26];
- архиепископ Иоанникий (Соколовский)[27];

## Планы воссоздания

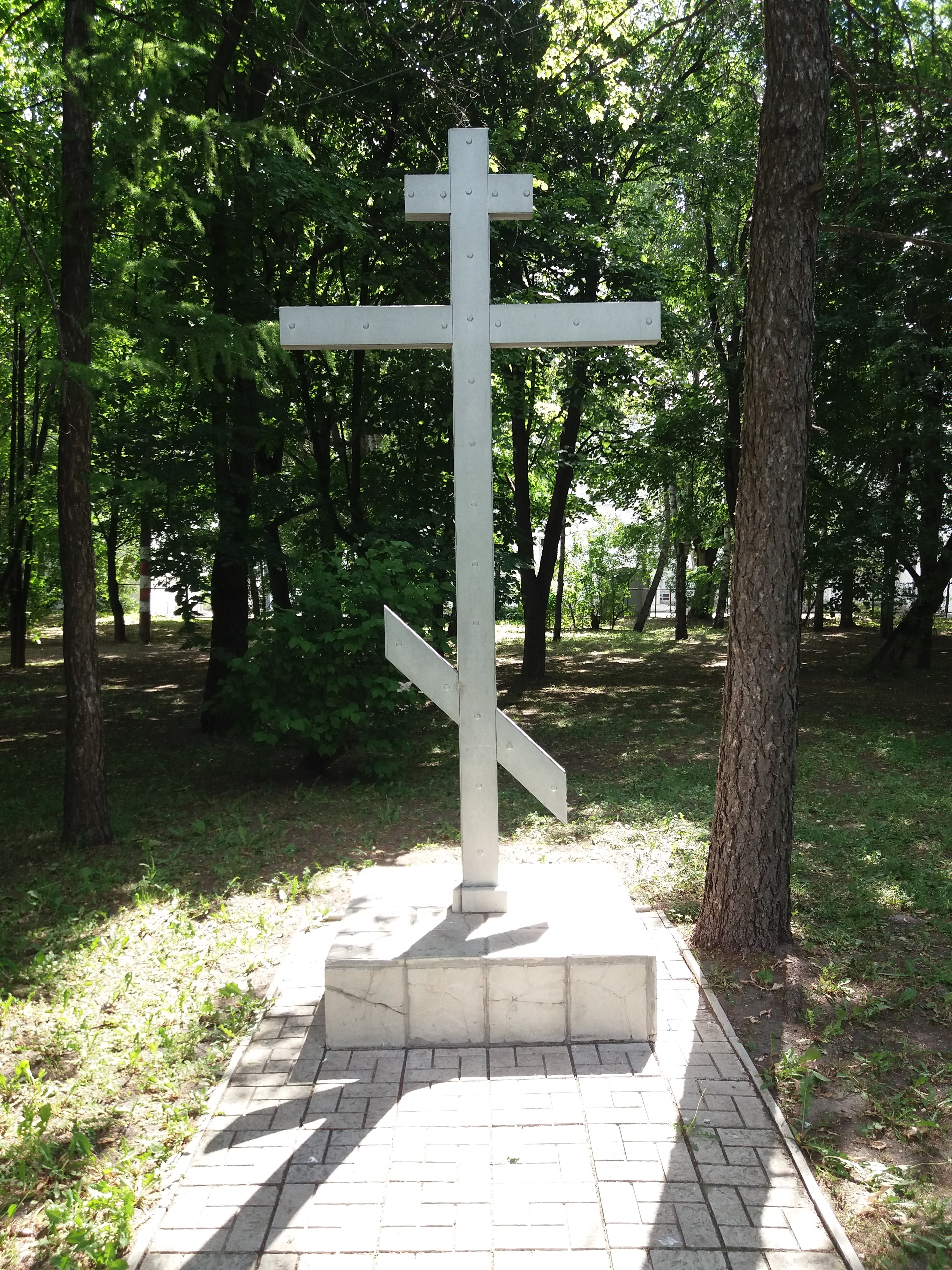
Памятный крест на месте снесённого собора.

Памятный знак о месте нахождения Троицкого собора.

На месте собора установлен скульптурный памятный знак. Также его изображения можно видеть на часовне-памятнике в честь утраченных храмов Симбирска (2006), на стеле в сквере Возрождения духовности и на мемориальной доске в честь Андрея Блаженного.
Идея воссоздания Троицкого кафедрального собора активно обсуждалась с конца 2000 до 2005 года. Общественность города так и не пришла за это время к консолидированному решению. Среди противников восстановления был известный в Ульяновске священник Алексий Скала, инициировавший воссоздание Спасо-Вознесенского кафедрального собора: «если именно нереальный проект возрождения Троицкого собора найдёт поддержку во властных структурах, то строительство Спасо-Вознесенского собора придётся прекратить — ни город, ни область сразу два собора просто „не потянут“. И тогда сотни и сотни тысяч народных рублей вместе с фундаментами собора придётся просто зарыть. Ведь уже сейчас мы не можем расплатиться даже за аренду отведённого под строительство земельного участка. Стыдно будет перед людьми — и за себя, и за неразумное начальство».
На площади Ленина, за зданием Сельхозакадемии, на месте Никольского собора было огорожено место под строительство, а епархия обратилась к жителям города и области с предложением поддержать воссоздание Троицкого собора. После более чем трёхлетних ожесточённых споров строительство было отменено. Такое решение было принято в 2005 году губернатором Сергеем Морозовым, возглавлявшим попечительский совет строительства собора. В итоге было принято решение сосредоточить имеющиеся у города ресурсы на воссоздании менее масштабного Спасо-Вознесенского собора, который был достроен и освящён в 2015 году.